# Ziziphus acutifolia
Ziziphus acutifolia är en brakvedsväxtart som först beskrevs av August Heinrich Rudolf Grisebach, och fick sitt nu gällande namn av Marshall Conring Johnston. Ziziphus acutifolia ingår i släktet Ziziphus och familjen brakvedsväxter. Inga underarter finns listade i Catalogue of Life.